# Arne Haugen Sørensen
Arne Haugen Sørensen, född 27 april 1932 i Köpenhamn, är en dansk målare och grafiker. Han är bror till Jørgen Haugen Sørensen.
Arne Haugen Sørensen växte upp i ett fattigt arbetarhem i Köpenhamn och på Bornholm och började arbeta vid 14 års ålder. Han har en kort period bedrivit grafikstudier i Paris. Han debuterade på Kunstnernes Efterårsudstilling 1953 och ställde ut som medlem av Å-udstillingen och Decembristerne, från 1967 av Grønningen. Han bodde utomlands 1957-67: på Mallorca 1962-63 och övrig tid i Paris. Åren 1967-81 bodde han i Danmark, men flyttade därefter till Spanien.
Haugen Sørensen har ett expressionistiskt och fabulerande formspråk och använder starka färger. Motiven är ofta ångestfyllda. 
Haugen Sørensen mottog Eckersbergmedaljen 1975 och Thorvaldsenmedaljen 1984.
Arne Haugen Sørensen är gift med galleristen och keramikern Dorthe Krabbe.

## Offentliga verk i urval
- Dagligt liv i Norden, målning,1967, Århus akademi
- Idyl med indbyggede farer og fælder, målning, 1974, Købmandsskolen i Köpenhamn
- glasmosaik, 1983, Immanuelskirken i Kolding
- fresker, 1991, Folketeatret i Köpenhamn(
- altartavla, 1993, i Dalbyneder kirke vid Mariager
- målningar på predikstol och altare, 2006, Bregnet kirke på Jylland
- fem målningar, 2014, Århus akademi